# Юнаков, Леонтий Авксентьевич
Лео́нтий Авксе́нтьевич Юнако́в (1838—1905) — генерал от инфантерии, командир 12-го и 7-го армейских корпусов.

## Биография
Родился 19 июня 1838 года. Образование получил в Константиновском кадетском корпусе, из которого выпущен 16 июня 1856 года прапорщиком. Далее он прошёл курс наук в Михайловской артиллерийской академии, по окончании которой по 1-му разряду был зачислен в 3-ю гвардейскую и гренадерскую артиллерийскую бригаду. 22 июня 1859 года произведён в подпоручики и 10 сентября 1861 года — в поручики.
В 1862 году Юнаков успешно сдал вступительные экзамены в Николаевскую академию Генерального штаба, которую окончил два года спустя по 2-му разряду и вернулся в свою бригаду. В 1865 году Юнаков был зачислен по Генеральному штабу и 21 декабря получил назначение на должность старшего адъютанта штаба 5-й кавалерийской дивизии. 27 марта 1866 года произведён в штабс-капитаны и 31 марта 1868 года — в капитаны. 22 июля 1871 года назначен старшим адъютантом штаба Харьковского военного округа и 30 августа того же года получил чин подполковника.
Произведённый 30 августа 1874 года в полковники Юнаков 7 июня следующего года был назначен начальником штаба 26-й пехотной дивизии и в этом качестве принимал участие в кампании против Турции на Дунае и за Балканами. За боевые отличия получил несколько орденов и золотую саблю с надписью «За храбрость».
По окончании военных действий Юнаков некоторое время состоял в распоряжении Императорского Российского комиссара в Болгарии, а с 28 сентября 1878 года был начальником штаба командующего оккупационными войсками в Болгарии.
23 ноября 1880 года Юнаков был произведён в генерал-майоры (старшинство в чине установлено с 30 августа 1884 года) и назначен состоять в должности генерала для особых поручений при командующем войсками Харьковского военного округа, а вскоре стал помощником начальника штаба этого округа.
С 10 августа 1882 года был начальником штаба 9-го армейского корпуса. 24 января 1890 года назначен начальником штаба Приамурского военного округа. С 15 июня по 1 декабря 1892 года состоял в распоряжении начальника Главного штаба, после чего возглавил 47-ю пехотную резервную бригаду.
18 мая 1894 года Юнаков получил в командование 35-ю пехотную дивизию и 30 августа был произведён в генерал-лейтенанты. С 11 августа 1899 года командовал 12-м армейским корпусом, 9 сентября 1900 года переведён на должность командира 7-го армейского корпуса.
5 февраля 1904 года Юнаков с производством в генералы от инфантерии был уволен в отставку с мундиром и пенсией. Скончался в Кисловодске 17 декабря 1905 года.
Его сын Николай был военным историком, генерал-лейтенантом, в конце Первой мировой войны командовал 7-м армейским корпусом, в во время Гражданской войны в России был военным министром Украинской народной республики.

## Награды
Среди прочих наград Юнаков имел знак отличия за XL лет службы и ордена:
- Орден Святой Анны 3-й степени (1871 год)
- Орден Святого Станислава 2-й степени (1873 год)
- Золотая сабля с надписью «За храбрость» (1 декабря 1878 года)
- Орден Святого Владимира 4-й степени с мечами и бантом (1878 год)
- Орден Святой Анны 2-й степени с мечами (1879 год)
- Орден Святого Владимира 3-й степени с мечами (1879 год)
- Орден Святого Станислава 1-й степени (1883 год)
- Орден Святой Анны 1-й степени (1887 год)
- Орден Святого Владимира 2-й степени (1890 год)
- Орден Белого орла (1897 год)
- Орден Святого Александра Невского (6 декабря 1902 года)